# Сградостроителство
Сградостроителството е учебна дисциплина в курсовете по архитектура и строително инженерство в България. Тя обхваща общите принципи на строителството на сгради и процеса на действителното им изграждане. Предмет на сградостроителството е анализът и изучаването на конструкцията на сградата, ограждането и от външната среда, нейните конструктивни елементи и връзките между тях .

Професор архитект Храбър Попов от 1943 г. до 1953 г. ръководи новооснованата катедра „Сградостроителство“ (сега „Технология на Архитектурата“) във Висшето техническо училище (Държавната политехника) .